# Europeisk tryckvattenreaktor
EPR (European Pressurized Water Reactor) är en modern tredje generationens tryckvattenreaktor som utvecklats i Frankrike och Tyskland.

## Allmänt
Kraftverket är en tryckvattenreaktor med 4 reaktorcirkulationskretsar och har många likheter med de så kallade N4-reaktorer som togs i drift i Frankrike åren 2000-2002. Stora satsningar har gjorts för att öka verkets säkerhet med bland annat fyra oberoende nödkylsystem (varav ett passivt), en härdfångare (core-catcher) placerad under reaktortanken som på ett kontrollerat sätt ska kunna innehålla en smält härd i händelse av härdsmälta, samt förbättrad inneslutning med dubbla betongväggar med en sammanlagd tjocklek av 2,6 m för att hindra radioaktiva utsläpp samt även kunna tåla påflygning av stora trafikflygplan.
Reaktorn anges kunna laddas både med traditionellt bränsle bestående av anrikat uran, samt bränsle med inblandning av upparbetat plutonium, så kallat MOX-bränsle.
I Kina startade som  första EPR i världen Taishan-1 i kommersiell drift den 13 december 2018. Taishan-2 startade i kommersiell drift 7 september 2019. Den tredje EPR-reaktorn, vid Olkiluoto kärnkraftverk i Finland, startade kommersiell drift 16 april 2023. Reaktorer av denna typ håller på att byggas vid Flamanville i Frankrike samt vid Hinkley Point i Storbritannien.
Reaktorn Olkiluoto 3 hade sin första kriticitet den 21 december 2021, och första anslutning mot yttre nät den 12 mars 2022. Kommersiell drift startade den 16 april 2023.
Kraftverken i Finland och Frankrike har drabbats av avsevärda förseningar med omkring trefaldigad byggtid och kostnad.

### EPR-reaktorer i drift och under uppförande
Alla data från IAEA PRIS.
| Station           | Plats                    | Typ      | Netto- kapacitet | Byggstart  | Första nätanslutning | Start kommersiell drift | Stoppad |
| ----------------- | ------------------------ | -------- | ---------------- | ---------- | -------------------- | ----------------------- | ------- |
| Olkiluoto 3       | Finland                  | EPR      | 1 600 MWe        | 2005-08-12 | 2022-03-12           | 2023-04-16              | -       |
| Flamanville 3     | Frankrike                | EPR      | 1 630 MWe        | 2007-12-03 | 2024-12-21           | -                       | -       |
| Taishan-1         | Kina                     | EPR      | 1 660 MWe        | 2009-11-18 | 2018-06-29           | 2018-12-13              | -       |
| Taishan-2         | Kina                     | EPR      | 1 660 MWe        | 2010-04-15 | 2019-06-23           | 2019-09-07              | -       |
| Hinkley Point C-1 | Somerset, Storbritannien | EPR-1750 | 1 630 MWe        | 2018-12-11 | Juni 2026            | -                       | -       |
| Hinkley Point C-2 | Somerset, Storbritannien | EPR-1750 | 1 630 MWe        | 2019-12-12 | Juni 2026            | -                       | -       |

### Planerade reaktorer
Sizewell C är ett föreslaget projekt bestående av två reaktorer av typen EPR med en sammanlagd elektrisk effekt på 3 260 MW. Projektet är snarlikt projektet Hinkley Point C som också avser två EPR-reaktorer. Projektet har varit på planeringsstadiet sedan 2013. En så kallad DCO - Development Consent Order - insändes 2020, men uppförandet har (2021) ännu inte påbörjats.
Frankrikes president Emanuel Macron har 2021 presenterat planer för byggnation av nya EPR-reaktorer  för att klara klimatmålen 2050.